# Liste bekannter Thomasianer (Manila)
Dies ist eine Liste sogenannter „Thomasianer“. Dies ist die geläufige Bezeichnung für Personen, die mit der Päpstlichen und Königlichen Universität des heiligen Thomas von Aquin in Manila (UST) verbunden sind.
| Name                                       | Tätigkeit | Verbindung zur Universität                                                                   |
| ------------------------------------------ | --- | -------------------------------------------------------------------------------------------- |
| A                                          | |                                                                                              |
| Pedro Abad Santos (1876–1945)              | Politiker, Revolutionsheld und Gründer Sozialistischen Partei                                                    | Studium der Medizin                                                                          |
| Gregorio Aglipay (1860–1940)               | erster Metropolit der Unabhängigen Philippinischen Kirche                                                        | Bachelor of Laws                                                                             |
| Felipe Agoncillo (1859–1941)               | Jurist | Bachelor of Laws                                                                             |
| Baldomero Aguinaldo (1869–1915)            | Revolutionsführer                                                                                                | Bachelor of Laws                                                                             |
| Corazon Aquino (1933–2009)                 | Politikerin und Präsidentin der Philippinen                                                                      | Ehrendoktorin der Rechtswissenschaften                                                       |
| Gregorio S. Araneta (1869–1930)            | Patriot, Jurist und Unternehmer                                                                                  | Lizenziat für Jura                                                                           |
| Salvador Araneta (1902–1982)               | Jurist, Verfassungsschreiber, Unternehmer und Gründer der FEATI Universität                                      | Studium der Rechtswissenschaften                                                             |
| Cayetano Arellano (1847–1920)              | Vorsitzender Richter am Obersten Gerichtshof der Philippinen                                                     | Bachelor of Philosoph und Bachelor of Theology                                               |
| Melecio Arranz (1888–1966)                 | Politikern | Bachelor of Science Bauingenieurwesen                                                        |
| Lito Atienza (* 1941)                      | Bürgermeister von Manila und Umweltminister                                                                      | Bachelor of Science Architektur                                                              |
| Bernardito Cleopas Auza (* 1959)           | römisch-katholischer Erzbischof und Diplomat des Heiligen Stuhls                                                 | Studium der Katholischen Theologie                                                           |
| José Avelino (1890–1986)                   | Politiker und Senatspräsident                                                                                    | Master of Laws                                                                               |
| Marcelo Azcárraga Palmero (1832–1915)      | spanischer General, Politiker und Ministerpräsident                                                              | Studium der Rechtswissenschaften                                                             |
| B                                          | |                                                                                              |
| Sebastiano Baggio (1913–1993)              | Kardinalkämmerer                                                                                                 | Ehrendoktor des Kirchenrechts                                                                |
| Ambrosio Rianzares Bautista (1830–1903)    | Rechtsanwalt, Verfasser der philippinischen Unabhängigkeitserklärung 1898                                        | Bachelor of Law                                                                              |
| Cesar Bengzon (1896–1992)                  | Jurist, Präsident des Obersten Gerichtshofs der Philippinen und Richter am Internationalen Gerichtshof           | Ehrendoktor der Rechtswissenschaften                                                         |
| Alfredo Benipayo (* 1938)                  | Priester | Studium der Theologie                                                                        |
| Jejomar Binay (* 1942)                     | Politiker, Bürgermeister von Makati City und Vizepräsident der Philippinen                                       | Bachelor of Laws                                                                             |
| Irina Bokowa (* 1952)                      | bulgarische Politikerin und UNESCO-Generaldirektorin                                                             | Ehrendoktorin der Rechtswissenschaften                                                       |
| Jose Burgos (1837–1872)                    | Priester | Studium der Theologie                                                                        |
| C                                          | |                                                                                              |
| Felipe G. Calderon (1868–1908)             | Jurist, Politiker und Intellektueller, „Vater der Verfassung von Malolos“                                        | Lizenziat für Jura                                                                           |
| Tony Tan Caktiong 陳覺中 (* 19??)          | Unternehmer | Bachelor of Science Chemieingenieurwesen                                                     |
| Roberto Concepcion (1903–1987)             | Vorsitzender Richter am Obersten Gerichtshof der Philippinen                                                     | Bachelor of Laws                                                                             |
| Renato Corona (* 1948)                     | Vorsitzender Richter am Obersten Gerichtshof der Philippinen                                                     | Student                                                                                      |
| D                                          | |                                                                                              |
| Ronnie del Carmen (* 1959)                 | Animator, Filmregisseur, Drehbuchautor, Illustrator und Comicautor                                               | Bachelor of Fine Arts in Werbekunst                                                          |
| Vicente Liem de la Paz (1732–1773)         | tonkinesischer Dominikanerpriester                                                                               | Student (Stipendiat)                                                                         |
| Pieter De Somer (1917–1985)                | flämischer Mediziner und Biologe, Rektor der Katholieke Universiteit Leuven                                      | Ehrendoktor der Medizinwissenschaften                                                        |
| Tony DeZuniga (* 1941)                     | Comiczeichner | Bachelor of Fine Arts in Werbekunst                                                          |
| Ophelia Alcantara Dimalanta (1932–2010)    | Schriftstellerin                                                                                                 | Bachelor, Master und Doktor der Philosophie                                                  |
| Jose Diokno (1922–1987)                    | Senator, Justizminister und Menschenrechtler                                                                     | Jurastudium (kriegsbedingt abgebrochen)                                                      |
| Francisco Duque (* 1957)                   | Politiker | Doktor der Medizin                                                                           |
| E                                          | |                                                                                              |
| Victorio C. Edades (1895–1985)             | Kunstmaler | Direktor der Fakultät für Architektur                                                        |
| Rod Espinosa (* 19**)                      | Comicautor und -zeichner                                                                                         | Bachelor of Fine Arts in Werbekunst                                                          |
| Loi Estrada (* 1930)                       | Senatorin | Doktor der Medizin                                                                           |
| F                                          | |                                                                                              |
| G                                          | |                                                                                              |
| Buenaventura García de Paredes (1866–1936) | Ordensmeister der Dominikaner                                                                                    | Professor für Politik- und Verwaltungsrecht                                                  |
| Donald Geisler (* 1978)                    | Taekwondo-Sportler und Olympiateilnehmer                                                                         | Bachelor of Fine Arts in Werbekunst                                                          |
| Józef Glemp (1929–2013)                    | Erzbischof von Warschau                                                                                          | Ehrendoktor der Kirchentheologie                                                             |
| Richard, 2. Duke of Gloucester (* 1944)    | Mitglied des britischen Königshauses                                                                             | Ehrendoktor der Schönen Künste                                                               |
| Sarah Geronimo (* 1988)                    | Schauspielerin und Sängerin                                                                                      | Schülerin der High School für Erziehung                                                      |
| Mariano Gómez (1799–1872)                  | Priester | Studium der Theologie                                                                        |
| Antonio Gonzalez († 1637)                  | Märtyrer und Heiliger                                                                                            | Professor und amtierender Rektor                                                             |
| Charlene Gonzalez (* 1974)                 | Schauspielerin und ehemalige Schönheitskönigin                                                                   | Bachelor of Science Philosophie                                                              |
| Raul M. Gonzalez (1930–2014)               | Politiker und Justizminister                                                                                     | Bachelor of Laws                                                                             |
| Fernando María Guerrero (1873–1929)        | Politiker, Jurist, Schriftsteller sowie polyglott                                                                | Bachelor of Laws                                                                             |
| H                                          | |                                                                                              |
| Félix Resurrección Hidalgo (1855–1913)     | Künstler | Studium der Rechtswissenschaften (abgebrochen); Bachelor der Philosophie                     |
| Leonardo Hidalgo (* 1935)                  | Künstler und Hochschullehrer                                                                                     | Kunststudium                                                                                 |
| Joseph Höffner (1906–1987)                 | Bischof von Münster und Erzbischof von Köln                                                                      | Ehrendoktor der Humanities                                                                   |
| I                                          | |                                                                                              |
| Domingo Ibáñez de Erquicia (1589–1633)     | Priester | Professor für Theologie                                                                      |
| J                                          | |                                                                                              |
| Emilio Jacinto (1875–1899)                 | Revolutionär und „Gehirn“ des Katipunan                                                                          | Studium der Rechtswissenschaften                                                             |
| F. Sionil José (1924–2022)                 | Schriftsteller                                                                                                   | Studium abgebrochen                                                                          |
| Juan Carlos I. (* 1938)                    | König von Spanien                                                                                                | Ehrendoktor der Rechtswissenschaften                                                         |
| K                                          | |                                                                                              |
| Ang Kiukok 洪救國 (1931–2005)              | Kunstmaler | Bachelor of Fine Arts                                                                        |
| L                                          | |                                                                                              |
| José P. Laurel (1891–1959)                 | Politiker und philippinischer Präsident                                                                          | Master of Laws                                                                               |
| Sotero Laurel (1918–2009)                  | Politiker und zeitweilig Senatspräsident                                                                         | Studium der Rechtswissenschaften                                                             |
| Carmelo Lazatin (1934–2018)                | Politiker | Maschinenbau                                                                                 |
| Benito Legarda (1853–1915)                 | Ständiger Kommissar der philippinischen Inseln                                                                   | Student                                                                                      |
| Angel Locsin (* 1985)                      | Schauspielerin und Model                                                                                         | Schülerin der High School                                                                    |
| Leandro Locsin (1928–1994)                 | Architekt und Möbeldesigner                                                                                      | Studium der Musik Und Architektur                                                            |
| Camille Lopez-Molina (1928–1994)           | Sopranistin | Gesangslehrerin                                                                              |
| Fernando López (1904–1993)                 | Politiker, philippinischer Vizepräsident und Unternehmer                                                         | Bachelor of Laws                                                                             |
| Maria Luisa Lopez-Vito (* 1939)            | philippinisch-deutsche Pianistin                                                                                 | Musikschülerin                                                                               |
| Bienvenido Lumberan (* 1932)               | Poet, Kritiker und Dramatiker                                                                                    | Studium Journalismus                                                                         |
| Chiara Lubich (1920–2008)                  | Gründerin der ökumenischen Fokolar-Bewegung                                                                      | Ehrendoktorin der Theologie                                                                  |
| Antonio Luna (1866–1899)                   | General, Pharmakologe und Publizist                                                                              | Studium der Pharmazie                                                                        |
| M                                          | |                                                                                              |
| Apolinario Mabini (1864–1903)              | Politiker und Theoretiker, erster philippinischer Premierminister                                                | Bachelor of Laws                                                                             |
| Diosdado Macapagal (1910–1997)             | Politiker und philippinischer Präsident                                                                          | Studium der Rechtswissenschaften                                                             |
| Douglas MacArthur (1880–1964)              | US-amerikanischer General                                                                                        | Ehrendoktor der Rechtswissenschaften                                                         |
| Victorino Mapa (1855–1927)                 | Vorsitzender Richter am Obersten Gerichtshof der Philippinen                                                     | Student                                                                                      |
| Kōichirō Matsuura 松浦 晃一郎 (* 1937)     | Vjapanischer Diplomat und UNESCO-Generaldirektor                                                                 | Ehrendoktor der Rechtswissenschaften                                                         |
| Frank Murphy (1890–1949)                   | Generalgouverneur der Philippinen, US-Justizminister und Richter am Obersten Gerichtshof der Vereinigten Staaten | Ehrendoktor der Rechtswissenschaften                                                         |
| N                                          | |                                                                                              |
| Andres Narvasa (* 1928)                    | Vorsitzender Richter am Obersten Gerichtshof der Philippinen                                                     | Bachelor of Laws                                                                             |
| O                                          | |                                                                                              |
| Pablo Ocampo (1853–1925)                   | Ständiger Kommissar der philippinischen Inseln                                                                   | Studium der Rechtswissenschaften                                                             |
| Nereo Odchimar (1940–2024)                 | Bischof von Tandag, Vorsitzender der Philippinischen Bischofskonferenz                                           | Doktor des Kirchenrechts                                                                     |
| Sergio Osmeña (1878–1961)                  | Politiker und philippinischer Präsident                                                                          | Studium der Rechtswissenschaften                                                             |
| P                                          | |                                                                                              |
| Ambrosio Padilla (1910–1996)               | Hochschullehrer, Politiker und Basketballspieler                                                                 | Doktor des Zivilrechts                                                                       |
| Damaskinos Papandreou (1891–1949)          | Erzbischof von Athen und griechischer Premierminister                                                            | Ehrendoktor der Theologie                                                                    |
| Emmanuel Pelaez (1915–2003)                | Politiker und philippinischer Vizepräsident                                                                      | Bachelor of Laws                                                                             |
| Pedro Pelaez (1812–1863)                   | Priester und Vater der Säkularisierungsbewegung                                                                  | Doktor der Theologie                                                                         |
| Guglielmo Piani (1875–1956)                | italienischer Ordenspriester, Missionar und Erzbischof                                                           | Gründer des Zentralen Seminars an der Universität                                            |
| Marcelo H. del Pilar (1850–1896)           | Satyriker | Bachelor of Laws                                                                             |
| Eduardo Francisco Pironio (1920–1998)      | Kurienkardinal                                                                                                   | Ehrendoktor der Kirchentheologie                                                             |
| Q                                          | |                                                                                              |
| Manuel Quezon (1878–1944)                  | Politiker | Studium der Rechtswissenschaften                                                             |
| R                                          | |                                                                                              |
| Claro M. Recto (1890–1960)                 | Juristin und Politikerin                                                                                         | Bachelor of Science Betriebswirtschaft                                                       |
| Carmencita Reyes (* 1931)                  | Jurist, Autor und Politiker                                                                                      | Master of Laws                                                                               |
| Isabelo de los Reyes (1864–1938)           | Politiker, Schriftsteller und Gründer der Metropolit der Unabhängigen Philippinischen Kirche                     | Studium der Rechtswissenschaften, Geschichte und Paläografie                                 |
| Narciso G. Reyes (1914–1996)               | Diplomat und Schriftsteller                                                                                      | Bachelor of Arts, später Englisch-Lehrer                                                     |
| José Rizal (1861–1896)                     | Schriftsteller, Patriot, Arzt und Freimaurer                                                                     | begonnenes Studium der Literatur und Philosophie, dann Medizin, Letzteres in Spanien beendet |
| Francisco Soc Rodrigo (1914–1998)          | Senator | Bachelor of Science Pädagogik                                                                |
| Carlos P. Rómulo (1899–1985)               | Politiker, Diplomat und Publizist                                                                                | Ehrendoktor der Rechtswissenschaften                                                         |
| Manuel del Rosario (1915–2009)             | Bischof von Malolos                                                                                              | Studium der Philosophie und Theologie                                                        |
| Manuel Roxas (1892–1948)                   | Politiker und Präsident der Philippinen                                                                          | Ehrendoktor der Rechtswissenschaften                                                         |
| Roque Ruaño (1877–1935)                    | spanischer Priester, Planer des Hauptgebäudes der Universität                                                    | Doktor des Bauingenieurwesens und Professor der Schule für Bauingenieurwesen                 |
| Eduardo Frei Ruiz-Tagle (* 1942)           | chilenischer Politiker                                                                                           | Ehrendoktor der Politikwissenschaften                                                        |
| S                                          | |                                                                                              |
| Carlos A. Santos-Viola (1912–1994)         | Architekt | Studium der Architektur                                                                      |
| Epifanio de los Santos (1871–1928)         | Geisteswissenschaftler und Kunstkritiker                                                                         | Studium der Rechtswissenschaften                                                             |
| Jaime Lachica Sin (1928–2005)              | Erzbischof von Manila                                                                                            | Ehrendoktor der Kirchentheologie                                                             |
| Rufino Jiao Santos (1908–1973)             | Erzbischof von Manila                                                                                            | Ehrendoktor der Rechtswissenschaften                                                         |
| T                                          | |                                                                                              |
| Rufino Tamayo (1899–1991)                  | mexikanischer Maler                                                                                              | Ehrendoktor der Schönen Künste                                                               |
| Lucio Tan 陳永栽 (* 1934)                  | Magnat und Unternehmer                                                                                           | Bachelor of Science Chemieingenieurwesen, Ehrendoktor der Betriebswirtschaft                 |
| Rolando Tinio (1937–1997)                  | Schriftsteller, Kritiker, Regisseur und Schauspieler                                                             | Studium der Philosophie                                                                      |
| Arturo Tolentino (1910–2004)               | Politiker | Master und Doktor Zivilrecht, später Professor                                               |
| Mariano Trías (1868–1914)                  | Politiker und erster philippinischer Vizepräsident                                                               | Studium der Medizin                                                                          |
| U                                          | |                                                                                              |
| V                                          | |                                                                                              |
| Eula Valdez (* 1968)                       | Schauspielerin                                                                                                   |                                                                                              |
| Jaime C. de Veyra (1873–1963)              | Ständiger Kommissar der philippinischen Inseln                                                                   | Studium der Rechtswissenschaften, Philosophie und Geisteswissenschaften                      |
| W                                          | |                                                                                              |
| Cuno Winkler (1919–2003)                   | deutscher Nuklearmediziner und Hochschullehrer                                                                   | Ehrendoktor der Medizinwissenschaften                                                        |
| X                                          | |                                                                                              |
| Y                                          | |                                                                                              |
| Rafael Yglesias Castro (1861–1924)         | Präsident von Costa Rica                                                                                         | Studium der Rechtswissenschaften                                                             |
| Z                                          | |                                                                                              |
| Jacinto Zamora (1835–1872)                 | Priester | Lizenziat für Zivil- und Kirchenrecht                                                        |
| Jose C. Zulueta (1876–1904)                | Dichter, Herausgeber und Politiker                                                                               | Studium der Rechtswissenschaften                                                             |